# Jean-Benoît Ugeux
Jean-Benoît Ugeux est un acteur, metteur en scène, scénariste, cadreur, producteur et réalisateur Belge, né le 25 octobre 1975 à Uccle (Belgique).

## Biographie
Jean-Benoît Ugeux est né en 1975. Après avoir terminé le Conservatoire royal de Liège en 1999, il passe deux années à Gand où il crée au sein du Victoria Theater (nl) ses premiers spectacles en collaboration avec Anne-Cécile Vandalem. Il met ensuite en scène seuls ses autres créations (Gaspard, SPRL et Brigitte).
Il travaille la plupart du temps avec des compagnies et des metteurs en scène étrangers tels qu'Anne-Cécile Vandalem, Wayn Traub, Ivan Vrambout, Wim Vandekeybus, Rodrigo García, Berlin, Blitz Theater Group, Mélanie Leray, etc..
Au cinéma, il collabore notamment avec Joachim Lafosse, Emmanuel Marre, Cédric Bourgeois, David Lambert, Xavier Seron, Matthieu Donck, Marie Amachoukeli et Claire Burger, Julien Rambaldi, Michaël Roskam et Delphine Lehéricey, Kervern & Delépine, Jules Follet, Olivier Babinet…
Depuis 2020, il a arrêté le théâtre pour se consacrer uniquement au cinéma, en tant qu'acteur mais surtout comme réalisateur, tant de fiction que de documentaire. Il a tourné Valeurs, Eastpak, La Musique, Abada, Belgium-20, Fratres, Arbres, Hiver, La Petite Prison dans la prairie et L'âge mûr.

## Théâtre
- 2002 : Maria Dolores, mise en scène de Wayn Traub. coécriture, voix off, interprétation
- 2003 : Zaï Zaï Zaï Zaï, création avec Anne-Cécile Vandalem. coécriture, co-mise en scène, interprétation
- 2004 : White Star (néerlandais-français), création de Lies Pauwels. coécriture, traduction, interprétation
- 2004 : Jean-Baptiste, film-spectacle de Wayn Traub. coécriture, interprétation
- 2005 : Baraque Frituur (néerlandais-français), création d’Ivan Vrambout. coécriture, interprétation
- 2006 : Aproximación a la idea de desconfianza (espagnol-français). création de Rodrigo Garcia, interprétation
- 2006 : Nachtschade, chorégraphie de Wim Vandekeybus. coécriture, interprétation vidéo
- 2006 : Hansel & Gretel, création avec Anne-Cécile Vandalem. coécriture, co-mise en scène, interprétation (prix découverte 2007 de la critique belge)
- 2007 : Arkiologis, création de Wayn Traub. coécriture, interprétation
- 2007 : N.Q.Z.C., création de Wayn Traub. coécriture, interprétation
- 2008 : Les Perdants radicaux, création de Raven Ruell. coécriture, interprétation
- 2009 : S.P.R.L. création. écriture, mise en scène
- 2009 : Gaspard de Peter Handke, création radiophonique et électro-acoustique. adaptation, composition, mise en scène, interprétation
- 2009 : Barbelo de Biljana Srbljanović, mise en scène d'Anne Bisang. interprétation
- 2010 : La Possibilité d'une île, d'après le texte de Michel Houellebecq, mise en scène d’Aurore Fattier. interprétation
- 2011 : Gólgota Picnic (espagnol), création de Rodrigo Garcia. interprétation
- 2011 : After After (auteurs divers), création d’Aurore Fattier. interprétation
- 2011 : Land's End (néerlandais-français), création de Berlin. interprétation
- 2012 : Goutte d'eau sur pierre brûlante de Rainer Werner Fassbinder, mise en scène de Caspar Langhoff. interprétation
- 2013 : Ich liebe dich, du teure Freiheit. Eine poetische Sideshow im Spätkapitalismus (allemand-français), création d'Agathe Chion. interprétation
- 2014 : Galaxy, création du Blitz Theater Group. coécriture, interprétation
- 2015 : La Mégère apprivoisée de William Shakespeare, mise en scène de Mélanie Leray. interprétation
- 2015 : Nevermore, création de Nicolas Luçon. interprétation
- 2016 : Tristesses, création d'Anne-Cécile Vandalem. interprétation (prix du meilleur spectacle 2017 de la critique belge)
- 2018 : Arctique, création d'Anne-Cécile Vandalem. interprétation
- 2020 : Ridicules ténèbres de Wolfram Lotz, mise en scène d'Olivier Boudon. interprétation

## Filmographie

### Acteur

#### Longs métrages
- 2004 : Folie privée de Joachim Lafosse
- 2004 : Mon ange de Serge Frydman
- 2005 : Maria Dolores de Wayn Traub
- 2006 : Nue propriété de Joachim Lafosse
- 2006 : Ça rend heureux de Joachim Lafosse
- 2008 : Menteur de Tom Geens
- 2014 : Bouboule de Bruno Deville
- 2014 : Avant-Terme, Film collectif de B. Akseki, X. Seron, M. Donck, E. Marre et A. Russbach.
- 2014 : Les Rayures du zèbre de Benoit Mariage
- 2015 : Je suis un soldat de Laurent Larivière
- 2015 : L'Astragale de Brigitte Sy
- 2015 : Paris-Willouby de Quentin Reynaud et Arthur Delaire
- 2015 : Problemski Hotel de Manu Riche
- 2016 : Bienvenue à Marly-Gomont de Julien Rambaldi
- 2016 : Je me tue à le dire de Xavier Seron
- 2017 : L'un dans l'autre de Bruno Chiche
- 2017 : Le Fidèle de Michaël Roskam
- 2018 : Troisièmes noces de David Lambert
- 2018 : I Feel Good de Benoît Delépine et Gustave Kervern
- 2018 : Excess will save Us de Morgan Dziurla-Petit
- 2019 : De Patrick de Tim Mielants
- 2020 : C'est la vie de Julien Rambaldi
- 2020 : Sans soleil de Banu Akseki
- 2020 : En marche, histoire de l'homme-machine, film collectif de Pierre Schonbrodt, Alain Eloy, Pierre Lorquet, Luc Malghem et Sabine Ringelheim
- 2020 : Space Boy d'Olivier Pairoux
- 2020 : Poissonsexe d'Olivier Babinet
- 2021 : Rien à foutre d'Emmanuel Marre et Julie Lecoustre
- 2021 : Excess will save us de Morgane Dziurla-Petit
- 2021 : Krump de Cédric Bourgeois
- 2022 : Last Dance de Delphine Lehericey
- 2022 : Chiennes de vie de Xavier Seron
- 2023 : Camping du lac d'Eléonore Saintagnan
- 2024 : Tombés du camion de Philippe Pollet-Villard
- 2024 : Je ne me laisserai plus faire de Gustave Kervern
- 2024 : Reine mère de Manele Labidi
- 2024 : L'âge mur de Jean-Benoit Ugeux
- 2025 : L'étranger de François Ozon
- 2025 : L'imitation de la vie d'Hugo Aymé Jeuffrault
- 2025 : Rouler des mécaniques de Mehdi Pierret
- 2026 : Le faux soir de Michaël Roskam
- 2027 : A tout prix de Jean-Benoit Ugeux

#### Courts métrages
- 2003 : Viandes de Bruno Deville
- 2005 : Retraite de François Pirot
- 2007 : Stencil de Dominique Laroche
- 2008 : Michel d'Emmanuel Marre & Antoine Russbach
- 2011 : Le Petit Chevalier d'Emmanuel Marre
- 2011 : Mauvaise Lune de Xavier Seron et Méryl Fortunat-Rossi
- 2011 : Point de fuite de Benjamin d'Aoust
- 2012 : (Très) Mauvaise lune de Xavier Seron et Méryl Fortunat-Rossi
- 2012 : La Bête entre les murs de Cédric Bourgeois
- 2012 : La Mort du loup de Cédric Bourgeois
- 2013 : Demolition Party de Marie Amachoukeli et Claire Burger
- 2013 : Le Conseiller d'Elisabet Llado
- 2013 : Les Suppliantes d'Amélie Derlon Cordina
- 2013 : Partouze de Matthieu Donck
- 2013 : Sophie de Cédric Bourgeois
- 2014 : Le Désarroi du flic socialiste quechua d'Emmanuel Marre
- 2014 : Monkey de Cédric Bourgeois
- 2014 : D'une espèce à l'autre de Julie de Wispelaere
- 2015 : L'Ours noir de Méryl Fortunat-Rossi et Xavier Seron
- 2015 : On verra bien si on se noie d'Hugo Becker
- 2016 : Complices de Mathieu Mortelmans
- 2016 : Le Plombier de Xavier Seron et Méryl Fortunat-Rossi
- 2017 : Le Film de l'été d'Emmanuel Marre
- 2017 : Kapitalistis de Pablo Muno Gomez
- 2017 : Vihta de François Bierry
- 2018 : Aube de Valentine Lapière
- 2019 : Le Voyage de Yashar de Sébastien de Montbrison
- 2019 : La Musique de Jean-Benoit Ugeux
- 2019 : Comment faire pour (2) de Jules Follet
- 2019 : Mal Caduc de Jules Follet
- 2020 : Bruits blancs de Thomas Soulignac
- 2021 : L’arrivée du soleil dans votre signe de Lisa Giacchero

#### Séries
- 2014 : Engrenages de Alexandra Clert et Guy-Patrick Sainderichin.
- 2016 : La Trêve de Stéphane Bergmans, Benjamin d'Aoust et Matthieu Donck.
- 2016 : Kroongetuigen: L'Affaire Dutroux de Mathieu Mortelmans.
- 2018 : Helvetica de Thomas Eggel, Romain Graf et Léo Maillard.
- 2019 : Zone Blanche (saison 2) de Antonin Martin-Hilbert et Mathieu Missoffe
- 2020 : Parlement de Noé Debré et Daran Johnson
- 2020 : Een goed jaar de Jean-Claude van Rijckeghem en Pierre Declercq
- 2021 : Les Petits Meurtres d'Agatha Christie (saison 3) d'Anne Giafferi et Murielle Magellan
- 2021 : Paris Police 1900 de Fabien Nury
- 2021 : Parlement  (Saison 2) de Noé Debré et Daran Johnson
- 2021 : 1985  de Walter Wallyn Johnson
- 2023 : Les Indociles de Camille Rebetez et Delphine Lehéricey
- 2024 : Zorro de Benjamin Charbit et Noé Debré

### Réalisateur

#### Longs métrages
- 2023 : La Petite Prison dans la prairie
- 2024 : L'âge mur
- 2027 : A tout prix de Jean-Benoit Ugeux

#### Courts métrages
- 2012 : Valeurs#1 : Liberté
- 2012 : Valeurs#2 : Respect
- 2012 : Valeurs#3 : Justice
- 2017 : Eastpak
- 2019 : La Musique
- 2020 : Abada
- 2021 : Belgium-20
- 2021 : Fratres
- 2022 : Arbres
- 2023 : Hiver
- 2026 : Inmaculada Councepciou
- 2026 : Le bruit et l'odeur
- 2027 : Souviens-toi, sois prudent

### Scénariste

#### Cinéma
- 2012 : Mobile Home de François Pirot
- 2021 : Krump de Cédric Bourgeois
- 2024 : La Petite Prison dans la prairie de Jean-Benoit Ugeux
- 2024 : L'Âge mûr de Jean-Benoit Ugeux et Julie Debiton

#### Courts métrages
- 2012 : Valeurs#1 : Liberté
- 2012 : Valeurs#2 : Respect
- 2012 : Valeurs#3 : Justice
- 2017 : Eastpak
- 2019 : La Musique
- 2020 : Abada
- 2021 : Belgium-20
- 2021 : Fratres
- 2022 : Arbres
- 2023 : Hiver
- 2026 : Inmaculada Councepciou
- 2026 : Le bruit et l'odeur
- 2027 : Souviens-toi, sois prudent

### Cadreur
- 2012 : Valeurs#1 : Liberté
- 2012 : Valeurs#2 : Respect
- 2012 : Valeurs#3 : Justice
- 2021 : Belgium-20
- 2022 : Arbres
- 2024 : La petite prison dans la prairie
- 2026 : Inmaculada Councepciou
- 2026 : Le bruit et l'odeur
- 2027 : Souviens-toi, sois prudent

## Distinctions
- 2006 : Grand prix du « Festival Premiers plans » d’Angers et Prix d’interprétation pour Retraite de François Pirot
- 2014 : Prix d’interprétation et Prix des jeunes au « Festival Silhouette » pour Le Désarroi du flic socialiste quechua d'Emmanuel Marre
- 2016 : Machin de La plus grosse cochonne pour Jean-Benoit Ugeux
- 2017 : Magritte du meilleur second rôle pour Le Fidèle de Michael Roskam
- 2017 : Prix Jean Vigo et Grand prix du festival de Clermont-Ferrand pour Le Film de l'été d'Emmanuel Marre
- 2019 : Grand prix du Festival « Carpentras fait son cinéma » pour Abada
- 2019 : Bayard d'or du court métrage et Prix d'Interprétation au FIFF pour La musique
- 2021 : Prix du de la Fédération Wallonie-Bruxelles au BSFF pour Abada
- 2022 : Bayard d'or du court métrage au FIFF pour ARBRES

### Jury en Festival
- 2019 : Jury compétition internationale au BSFF
- 2019 : Jury National au Festival de Dijon
- 2019 : Jury Second rôle au Festival Jean-Carmet
- 2021 : Jury Prix d'interprétation au Festival de Brest
- 2021 : Jury National au FIFF (Namur)
- 2022 : Président du Jury "les 400 coups" au Festival de Mons